# جنبش دانشجویی ۱۴۰۱ ایران
جنبش دانشجویی ۱۴۰۱ ایران بخشی از جنبش دانشجویی ایران است که در جریان خیزش ۱۴۰۱ شروع و در راستای جنبش زن، زندگی، آزادی ادامه پیدا کرد. جنبش دانشجویی ایران در پی کشته‌شدن مهسا امینی و شروع اعتراضات سراسری، از ۲۷ شهریور ۱۴۰۱ احیا شد. روش‌های این اعتراضات، راهپیمایی، تجمع، تحصن، خودداری از حضور در کلاس‌های درس و سر دادن شعارهای اعتراضی بود.
در این اعتراضات به‌صورت گسترده تعداد زیادی از دانشجویان از سوی نیروهای امنیتی بازداشت شدند. برای جلوگیری از گسترش اعتراضات، تعدادی زیادی از دانشجویان نیز ممنوع‌الورود شده و از ورود آن‌ها به دانشگاه جلوگیری شد. علی‌رغم بازداشت و ممنوع‌الورودی دانشجویان، این اعتراضات به‌صورت روزانه و بدون وقفه تاکنون ادامه دارد.

«دوران گفت‌وگو[ی بین مردم و حکومت]، خیلی سال است که گذشته‌است؛ سال‌ها ما خواستیم گفت‌وگو کنیم؛ و[لی] چیزی [به]جز اعدام و حبس و تهدید، گیرمان نیامد. سال‌ها صدای قشر کثیری از جامعه را خفه کردید و از نتیجه آن نترسیدید…؛ از شما پرسیدیم چرا زدید؟! چرا سه بار زدید؟! و گفتید خطای انسانی بوده…! ۱٫۵۰۰ نفر را در خیابان به گلوله بستید…؛ دیگر برای ما حرف از گفت‌وگو نزنید؛ ما از شما خشمگینیم بابت تمامی این چند دهه جنایت‌تان.» (بیانیه برخی از دانشجویان)

## پیش‌زمینه
جنبش دانشجویی در ایران در دروان جمهوری اسلامی، همواره دوران پرفراز و نشیبی را گذرانده‌است. در طول سال‌های پس از حمله به کوی دانشگاه تهران در ۱۸ تیر ۱۳۷۸، بخشی از جنبش دانشجویی با رفتن شماری از نخبگان از ایران کم‌رنگ شد و در مقاطعی دانشجویان بسیجی و «پیرو خط رهبری»، زمام امور را در دانشگاه‌ها در دست گرفتند.
در آستانه انتخابات ریاست جمهوری سال ۸۸، با شکل‌گیری جنبش سبز در اعتراض به نتایج انتخابات، دانشجویان به‌خصوص در دانشگاه‌های تهران بار دیگر با قشرهای دیگر برای اعتراض به خیابان آمدند.
اعتراض‌های ۱۳۹۸ دانشجویان به دنبال اعتراضات آبان ۹۸ و اعتراضات دی ۱۳۹۸ شکل گرفت. که با حملهٔ نیروهای امنیتی و لباس شخصی به دانشگاه و بازداشت گستردهٔ دانشجویان همراه بود. فضای دانشگاه بیش از پیش امنیتی و اعتراضات برای انجام اصلاحات مورد نظر در دانشگاه‌ها اغلب صنفی، و نه اعتراض برای اصلاحات اساسی در جامعه، شد.
ساقط شدن هواپیمای اوکراینی با موشک‌های سپاه پاسداران که موجب اعتراضات دی ۱۳۹۸ ایران شد بار دیگر فرصت ابراز وجود جدی را برای دانشجویان و فعالان جنبش دانشجویی فراهم کرد. صدایی که همه‌گیری ویروس کرونا و تعطیلی دانشگاه‌ها به دنبال آنلاین شدن فعالیت‌های آموزشی، موجب انقطاع آن شد.
با شکل‌گرفتن اعتراضات سراسری در ایران پس از کشته‌شدن مهسا امینی در شهریور ۱۴۰۱، جریان تازه‌ای از جنبش دانشجویی شکل گرفت. دانشجویان در آغاز سال تحصیلی با این اعتراضات سراسری که شعار پیشروی «زن، زندگی، آزادی» شعار محوری آن است همراهی کردند. این نسل از دانشجویان مطالبتشان را با زبان اعتراضی متفاوتی فریاد زده و از رکاکت کلام نیز ابایی ندارند.

## آمار
به دلیل ادامه‌دار بودن این رویداد در دانشگاه‌های مختلف ایران هنوز آمار دقیق و ثابتی وجود ندارد.
|                             | آمار رسمی | آمار خبرگزاری حقوق بشر (هرانا) | منبع   |
| --------------------------- | --------- | ------------------------------ | ------ |
| تعداد دانشجویان بازداشت شده | -         | ۶۳۷                            | [ ۱۵ ] |
| تعداد دانشگاه‌های معترض      | -         | ۱۴۴                            |        |
| تعداد دانشجویان ممنوع‌الورود | -         | -                              |        |

## روزشمار
روزشمار اعتراضات ۱۴۰۱ دانشجویان ایران به‌صورت جزءبه‌جزء اعتراضات دانشجویی را روایت می‌کند که از ۲۷ شهریور ۱۴۰۱ در پی کشته شدن مهسا امینی آغاز شد. این اعتراضات از دانشگاه تهران آغاز شد و با همراهی دانشگاه‌های تهران و شهرستان‌ها ادامه پیدا کرد.

### اعتراضات شهریور و مهر
در ماه‌های شهریور و مهر ۱۴۰۱ سلسه اعتراضات دانشجویان در دانشگاه تهران و دانشگاه صنعتی شریف و سایر دانشگاه‌های تهران و شهرستان‌ها جریان داشت. در ۱۰ مهر ماه حمله به دانشگاه صنعتی شریف، در ادامهٔ سرکوب خیزش ۱۴۰۱ ایران رخ داد. نیروهای امنیتی همراه با شمار بسیاری از نیروهای موسوم به لباس شخصی در شامگاه یکشنبه ۱۰ مهر با محاصره دانشگاه صنعتی شریف تهران و حمله به دانشجویان، ضمن ضرب‌وشتم و تیراندازی، شمار نامعلومی از دانشجویان را زخمی یا بازداشت و به مکان‌های نامعلومی انتقال دادند. همچنین حمله و تیراندازی در پارکینگ دانشگاه نیز گزارش شده‌است.

### اعتراضات آبان
در آبان ماه ۱۴۰۱ اعتراضات ۱۴۰۱ دانشجویان ایران ادامه داشت. این اعتراضات از ۲۷ شهریور ۱۴۰۱ در پی کشته شدن مهسا امینی آغاز شد. در آبان ماه اعتراضات دانشجویان دانشگاه صنعتی شریف با همراهی دانشگاه‌های تهران و شهرستان‌ها ادامه پیدا کرد.

### اعتراضات اسفند

#### ۸ اسفند
- دانشجویان دانشگاه تهران، در اعتراض به موضوع تعطیل‌شدن خوابگاه و غیرحضوری‌شدن کلاس‌ها دست به تجمع اعتراضی زدند.[۲۰][۲۱] این دانشجویان دلیل صادرشدن مصوبه تعطیلی برای دانشگاه آنهم بعد از تعطیلات نوروزی را «ترس از حضور دانشجویان» در دانشگاه اعلام کردند.[۲۰] همچنین این اعتراضات به خوابگاه پسران دانشگاه و مجمتع‌های خوابگاهی دختران، از جمله مجتمع‌های فاطمیه و چمران نیز به سرعت تسری پیدا کرد و در طول شب با شعارهای «آموزش حضوری حق مسلم ماست»، «دانشجوی باغیرت، حمایت، حمایت»، «دانشجو بیدار است از حق خود آگاه است»، «دانشجو داد بزن حقتو فریاد بزن»، "ماه رمضون بهونه است، هدفشون تخلیه‌ست» و «مصوبه لغو نشه شعارها تندتر میشه» تا صبح روز ۹ اسفند به طول انجامید.[۲۰][۲۱][۲۲]

## پیامدها

### بازداشت گسترده دانشجویان
بنابر ادعای هرانا خبرگزاری مجموعهٔ فعالان حقوق بشر در ایران از ۲۶ شهریور تا ۲۴ آذر، ۶۳۷ دانشجو در جریان اعتراضات بازداشت شده‌اند. کانون بین‌المللی دانشگاهیان ایرانی هم تعداد بازداشت‌شدگان را بیش از ۶۵۰ دانشجو اعلام کرد.

### ممنوع‌الورد شدن دانشجویان
با گسترده شدن اعتراضات دانشجویی، به‌صورت گسترده از ورود تعدادی از دانشجویان معترض به داخل فضای آموزشی و رفاهی دانشگاه‌ها ممانعت شد و اصطلاحاً به آنان «ممنوع‌الورود» گفته شد. در ادامه با مصوبه شورای امنیت ملی، علاوه بر رئیس دانشگاه به کمیته انضباطی نیز اختیار ممنوع‌الورود کردن دانشجویان معترض داده شد.

### شکنجه و آزار جنسی دانشجویان در زندان‌ها
کمپین حقوق بشر ایران از گزارش‌های متعددی خبر داده‌است، مبنی بر اینکه دانشجویان دختر و پسر دستگیرشده در حین بازداشت مورد شکنجه و آزار جنسی قرار گرفته‌اند. در گزارش تفصیلی کمپین حقوق بشر ایران آمده‌است که یک زن کرد ایرانی به شبکه سی‌ان‌ان گفته‌است که در حین بازداشت هم شاهد خشونت جنسی دیگران بوده و هم خودش متحمل خشونت جنسی شده‌است: «دخترانی بودند که مورد تجاوز جنسی قرار گرفتند و سپس به شهرهای دیگر منتقل شدند». او می‌افزاید: «آنها در مورد این چیزها می‌ترسندصحبت کنند.» «شوراهای صنفی دانشجویان کشور» از ضرب و شتم و آزار جنسی فعال دانشجویی سها مرتضایی در هنگام بازداشت خبر داد.

### تعطیلی دانشگاه‌ها
- تعطیلی دانشگاه‌ها در هفته اول مهر: در هفته اول مهر و همزمان با گسترش اعتراضات، کلیه کلاس‌های حضوری دانشگاه‌های تهران و سایر دانشگاه‌های بزرگ تعطیل و آموزش مجازی جایگزین آن شد. علت تعطیلی اما «مشکلات تردد دانشجویان» و «تعطیلی ۲ روزه در تقویم» اعلام شد.[۳۴]
- تعطیلی دانشگاه سیستان و بلوچستان: بعد از درگیری‌های ۸ مهر زهدان که به جمعه سیاه زاهدان معروف شد، کلیه کلاس‌های درس دانشگاه سیستان و بلوچستان تا ۱۵ مهر بدون حضور دانشجویان و به صورت غیرحضوری اعلام شد.[۳۵]
- تعطیلی دانشگاه شریف: در پی حمله به دانشگاه صنعتی شریف کلیه کلاس‌های درس این دانشگاه تعطیل شد و اعلام شد از ۱۱ مهرماه به‌صورت مجازی برگزار می‌شود.[۳۶] با ادامه اعتراضات در این دانشگاه، از ۳ آبان بار دیگر اعلام شد کلاس‌های دانشجویان ورودی جدید تا اطلاع ثانوی همچنان به صورت مجازی برگزار می‌شود.[۳۷]
- تعطیلی دانشگاه‌های کردستان: با دستور استاندار کردستان، کلیه دانشگاه‌های این استان ۴ آبان به دلیل «شیوع آنفلوانزا» تعطیل شدند. این روز مصادف با چهلمین روز درگذشت مهسا امینی بود.[۳۸]

### تغییر آیین‌نامه انضباطی دانشجویان
همزمان با افزایش اعتراضات دانشجویی، «شیوه‌نامه اجرایی آیین‌نامه انضباطی دانشجویان» در آبان ۱۴۰۱ تغییراتی کرد و از ۱ آذر به دانشگاه‌ها ابلاغ شد. تشدید مجازات‌های مرتبط با ضوابط پوشش و حجاب، حذف حق رؤیت مستندات پرونده توسط دانشجو، الزام گرفتن مجوز برای گروه‌های مجازی بالای ۱۰۰ نفر، قانونی شدن اطلاع جزئیات پرونده به خانواده و تغییرات در تخلفات سیاسی از جمله مهم‌ترین این تغییرات بودند. در این آیین‌نامه، مجازات‌هایی که برای دانشجویان در نظر گرفته شده شدیدتر شده و تا سقف «اخراج دانشجو از دانشگاه»، «اخراج دانشجو از دانشگاه با محرومیت از تحصیل در کلیه دانشگاه‌ها تا پنج سال»، «ابطال پایان‌نامه و رساله و مدرک تحصیلی» افزایش پیدا کرده‌است.

### اخراج دانشجویان معترض از دانشگاه
- دانشگاه تبریز: نیما سراجیان تبریزی دانشجوی رشته فلسفه، علی کشوری دانشجوی رشته مهندسی برق و آروین ابراهیمی دانشجوی رشته مواد و متالورژی از دانشجویان دانشگاه تبریز، به جرم شرکت در تجمع‌های دانشجویی مهرماه ۱۴۰۱ از این دانشگاه اخراج شدند.[۴۲] منبع مطلع در این رابطه گفت: «حراست دانشگاه تبریز بدون مجوز و حکم کتبی، کارت‌های دانشجویی آنها را سوراخ کرد و از ورود آنها به دانشگاه و ملاقات این سه دانشجو با مسئولان جلوگیری کرد. ”[۴۲]
- دانشگاه باهنر کرمان: ۱۲ تن از دانشجویان دانشگاه باهنر کرمان حکم اخراج گرفته و به ۸۰ نفر از آنها حکم تعلیق داده شده‌است.[۴۳][۴۴]

## واکنش‌های بین‌المللی
- کرین ژان پیر سخنگوی کاخ سفید، با اشاره به حوادث دانشگاه صنعتی شریف گفت «از دریافت گزارش‌هایی مبنی بر سرکوب خشونت‌آمیز و بازداشت‌های جمعی دانشجویان در اعتراضات صلح‌آمیز نگران و وحشت‌زده شدیم؛ دانشجویان به درستی درگیر رفتار جمهوری اسلامی با زنان، دختران و سرکوب خشونت‌آمیز اعتراضات مردمی هستند.»[۴۵]
- آنالنا بربوک، وزیر خارجه آلمان، سرکوب دانشجویان در دانشگاه صنعتی شریف در اعتراضات ۱۰ مهر ۱۴۰۱ را «نشانه ترس جمهوری اسلامی از آموزش و آزادی» خواند و خواهان تحریم ایران شد.[۴۶][۴۷]
- وزارت امور خارجه فرانسه اعلام کرد فرانسه از خشونت علیه معترضان در ایران، به ویژه در دانشگاه شریف در اعتراضات ۱۰ مهر ۱۴۰۱ در روزهای آخر هفته شوکه شده‌است.[۴۸]
- مدیرکل امور خاورمیانه وزارت خارجه بریتانیا ضمن احضار کاردار ایران را به عنوان عالی‌رتبه‌ترین دیپلمات ایرانی حاضر در لندن به وزارت خارجه، از «گزارش‌ها مبنی بر شلیک تیر مستقیم به سوی دانشجویان معترض در دانشگاه شریف تهران ابراز نگرانی کرد.»[۴۹]
- دانشگاه ییل، از قدیمی‌ترین و معتبرترین دانشگاه‌های آمریکا در بیانیه‌ای سرکوب معترضان در ایران را محکوم کرد. پیشتر نزدیک به پانصد نفر از کادر علمی این دانشگاه در نامه‌ای از دانشگاه ییل خواستند که خشونت دولتی علیه شهروندان ایران و به‌خصوص حمله به دانشگاه‌ها را محکوم کند.[۵۰]
- وزیر علوم، نوآوری و صنایع کانادا ۱۰ آذر در پیامی اعلام کرد «امروز پیام من به همه دانشجویان در ایران و سراسر جهان این است. ما نقض حقوق بشر در قبال زنان و دانشجویان ایران را دیده و شاهد آن بوده‌ایم. واضح است که ما در کنار این خیزش زن، زندگی آزادی ایستاده‌ایم. من همراه با دانشجویان کانادایی و سایر دانشجویان جهان می‌گوییم این خشونت را متوقف کنید.»[۵۱]
- ند پرایس سخنگوی وزارت امور خارجه آمریکا ۱۶ آذر ۱۴۰۱ در یک نشست مطبوعاتی در واکنش به اعتراضات و درگیری دانشجویان در دانشگاه تهران در روز دانشجو اعلام کرد «واشینگتن از حمله خشونت‌آمیز نیروهای سرکوبگر جمهوری اسلامی به دانشجویانی که به حضور ابراهیم رئیسی، رئیس‌جمهوری ایران در دانشگاه تهران اعتراض داشتند، آگاه است.»[۵۲]
- مارشا بلکبرن نماینده جمهوری‌خواه مجلس نمایندگان ایالات متحده از ایالت تنسی، ۱۶ آذر ۱۴۰۱ در توییتی به مسمومیت زنجیره‌ای دانشجویان ایرانی اشاره کرد و نوشت «بیش از هزار دانشجوی ایرانی علائمی مرتبط با مسمومیت غذایی دارند. آیا این کاری عمدی توسط رژیم [ایران] بوده‌است؟»[۵۳]

## واکنش مقامات
- شورای امنیت کشور ۱۲ آذر ۱۴۰۱ در بیانیه‌ای دربارهٔ خیزش ۱۴۰۱ ایران اعلام کرد که «دانشگاه از ابتدای اغتشاشات مورد طمع دشمن قرار داشت. . علیرغم تمامی هنجارشکنی‌ها و فحاش‌یهای صورت گرفته در صحن مقدس دانشگاه توسط عده قلیلی از دانشجویان، اما اراده نظام بر غیرامنیتی نمودن فضای دانشگاه‌ها، استفاده از سازکارهای داخلی و هدایت قشر دانشجو به سمت کسب علم و دانش بوده‌است.»[۵۴]

## همراهی دیگران
بیش از دو هزار نفر از دانشگاهیان در سراسر ایالات متحده طی نامه‌ای خطاب به جو بایدن، رئیس‌جمهوری آمریکا، درخواست کردند تا برای حمایت از دانشجویان معترض ایرانی در برابر سرویس‌های امنیتی اقدامات بیش‌تری انجام دهد.
شورای هماهنگی تشکل‌های صنفی فرهنگیان ایران ضمن اعتراض به «سرکوب گسترده اعتراضات مردم، پادگانی شدن برخی مدارس و دستگیری دانش‌آموزان و دانشجویان و معترضان خیابانی»، از معلمان و دانش‌آموزان خواست از رفتن به مدرسه خودداری کنند. این نخستین دعوت رسمی یک تشکل صنفی برای اعتصاب پس از شروع اعتراضات اخیر در ایران محسوب می‌شود.
کارگران پیمانی نفت نیز در پی آغاز اعتصابات سراسری دانشجویی هشدار داده‌اند که «اگر کشتار پایان نیابد کار را رها خواهند کرد». گروهی از دانش‌آموزان دختر مقطع متوسطه، موسوم به «دانش‌آموزان پیشرو»، اعلام کردند که از روز دوشنبه در اعتراض به حجاب اجباری و بازداشت غیرقانونی دانش‌آموزان در اعتراض‌های مدنی روزهای اخیر، مقنعه از سر برمی‌دارند. معلمی در قشم کلاس را تا آزاد شدن دانش‌آموزان بازداشتی تعطیل کرد.
همزمان با اعتراضات خیابانی، شمار افراد و صاحبان کسب و کاری که به شیوه‌های مختلف از جمله از مسیر لینکدین آمادگی خود را برای برگزاری اعتصابی سراسری اعلام می‌کنند رو به افزایش است.
تعدادی از رانندگان کامیون با ارسال ویدیوهایی اعلام کردند برای حمایت از اعتراض‌های اخیر مردم ایران از ۷ مهر ۱۴۰۱ دست به اعتصاب می‌زنند.
۱۵۰ دانشگاه در سراسر جهان برای اولین بار در حمایت از اعتراضات سراسری در ایران تجمع برگزار خواهند کرد. دانشگاه‌های آمریکا و اروپا استرالیا و نیوزیلند در میان برگزار کنندگان این تجمع هستند. گروهی از «استادان ایرانی آزادیخواه» که این خبر را منتشر کرده‌اند می‌گویند که دانشجوها و استادان دانشگاه در ایران در سه ماه گذشته در جریان اعتراضات ایران هدف سرکوب خشونت بار حکومت قرار گرفته‌اند. بارها دانشگاه‌های ایران هدف حمله نیروهای امنیتی قرار گرفته‌اند. دانشجویان بسیاری در بازداشت به‌سر می‌برند. روز یکشنبه خبر احضار و بازداشت دو استاد دانشگاه و اخراج یک استاد دیگر منتشر شد.

### استادان دانشگاه
جمعی از استادان گروه موسیقی دانشگاه تهران در بیانیه‌ای از تعطیلی کلاس‌های درس خبر داده و اعلام کرده‌اند، تشکیل هرگونه کلاسی در چنین شرایطی «بی‌مسئولیتی اجتماعی ما تلقی خواهد شد.» علی شریفی زارچی از اساتید دانشگاه شریف و عضو هیئت علمی بیوانفورماتیک و هوش مصنوعی، دانشکده مهندسی کامپیوتر دانشگاه صنعتی شریف اعلام کرد تا آزاد شدن دانشجویان بازداشت شده هیچ کلاسی را برگزار نخواهد کرد. مجید رفیعی، شهرام خزائی، آذین موحد و علیرضا بحرینی، از استادان دانشگاه شریف نیز در حمایت از اعتصاب سراسری دانشجویان اعلام کردند که کلاس‌های درس خود را تعطیل می‌کنند.
لیلی گله‌داران استاد دانشگاه هنر شیراز با انتشار متن استعفای خود در شبکه‌های اجتماعی اعلام کرد در حمایت از مردم کشور و در اعتراض به جمهوری اسلامی از تدریس در دانشگاه و عضویت در هیئت علمی استعفا داده‌است. فرشاد عسگری‌کیا، عمار آشوری، استاد دانشکده هنر و معماری دانشگاه آزاد تهران مرکز، و غلامرضا شهبازی استاد رشته نمایش در دانشگاه‌های هنر و سوره استعفا کردند.
حامد اکرمی، مونس بسکابادی، مهدی بهشتی‌نژاد، رسول جلیلی، رضا خدادادی، منا سلطانی، فاطمه شکیب، رضوان صادق‌زاده، سودابه صالحی، کوروش گلناری، مسعود علیا، امیر مازیار، بنفشه مقدم و کامبیز موسوی‌اقدم از استادان دانشگاه هنر در بیانیه‌ای اعلام کردند در اعتراض به بازداشت دانشجویان اعتصاب می‌کنند.
جمعی از استادان دانشگاه فردوسی مشهد نیز با انتشار بیانیه‌ای خواستار «پایان دادن به هرگونه خشونت» شدند.
بیش از ۲۰۰ نفر از استادان دانشگاه علوم پزشکی تبریز، با ارسال نامه‌ای به رئیس دانشگاه، از دانشجویان حمایت کرده‌اند.
در این نامه که با یادی از آیلار حقی، دانشجوی رشته پزشکی دانشگاه آزاد تبریز، که چهارشنبه ۲۵ آبان در تبریز کشته شد آغاز می‌شود، اساتید خواستار آزادی دانشجویان بازداشت شده و حفظ امنیت دانشگاه شده‌اند.
بر اساس گزارش شوراهای صنفی دانشجویان کشور، تعدادی از استادان دانشگاه به نام‌های محمد راغب، نگار ذیلابی، شادی فیروزگر، نیلوفر رضوی و اسلام ناظمی تعلیق یا توبیخ شده‌اند.
حسین مصباحیان، یکی از استادان گروه فلسفه دانشگاه تهران اخراج شد. وی اعلام کرد که بعد از ۱۶ سال حضور در گروه فلسفه «فاقد قرارداد استخدامی شده یعنی در عمل اخراج‌شده» است.
هرانا، ارگان خبری فعالان حقوق بشر در ایران تعداد دانشجویان بازداشتی را ۵۷۶ نفر اعلام کرده‌است. در ۲۴ ساعت گذشته ۷ دانشجو دستگیر شدند. طبق گزارش خبرگزاری هرانا ۱۴۳ دانشگاه در ایران تا کنون به اعتراضات سراسری پیوسته‌اند.

## شعارها

### شعارهای پرتکرار
- زن، زندگی، آزادی
- مرگ بر خامنه‌ای[۷۰]
- مرگ بر دیکتاتور[۷۱]
- آزادی، آزادی، آزادی[۷۲]
- «دانشجوی زندانی آزاد باید گردد»[۷۳]
- زن آزاده منم، هیز تویی، هرزه تویی[۷۴]

### سایر شعارها
- نه سلطنت نه رهبری، دموکراسی برابری[۷۵][۷۶]
- فقر و فساد و بیداد، ننگ بر این استبداد[۷۷]
- این همه سال جنایت، مرگ بر این ولایت[۷۸]
- امسال سال خونه، سید علی سرنگونه[۷۲]
- «توپ تانک مسلسل، زیر عبای رهبر»[۷۹]
- تجاوز توی زندان، اینم بود توی قرآن[۸۰]
- کشته ندادیم که سازش کنیم، رهبر قاتل رو ستایش کنیم[۷۹]
- «تا آخوند کفن نشود، این وطن وطن نشود.»[۷۹]
- قسم به خون یاران، ایستاده‌ایم تا پایان[۸۱]
- چه با حجاب چه بی‌حجاب پیش بسوی انقلاب[۸۲]
- حیا کنید، دانشجو را آزاد کنید[۸۰]
- «دانشجو تعلیق بشه، دانشگاه تحریم می‌شه»[۷۳]
- «اتحاد اتحاد»[۸۳]
- «فکر نکنی امروزه، وعده ما هر روزه»[۸۳]
- «از خون جوانان وطن لاله دمیده، عدالت کجایی؟ عدالت کجایی؟ ...»[۷۳]
- سپاهی بی‌ریشه، ساندیس شرف نمی‌شه[۸۱]
- «نیکای ما رو بردن، جنازه‌ش رو آوردن»[۸۴]
- غرق خون این وطن، کودکان در کفن[۷۲]
- ما تماشاگر نمی‌خواهیم، به ما ملحق شوید[۸۵]
- خیابونا غرق خون، استادامون خفه خون[۸۵]
- مرگ بر ستمگر، چه شاه باشه چه رهبر[۸۶]
- توپ تانک مسلسل دیگر اثر ندارد، به مادرم بگویید دیگر دختر ندارد[۸۷]
- علف هرز تویی، زن آزاده منم[۸۸]
- هر یک نفر کشته شه، هزار نفر پشتشه[۷۴]
- می‌کشم، می‌کشم، هر آنکه خواهرم کشت[۷۴]
- به من نگو فتنه‌گر، فتنه تویی ستمگر[۷۴]
- زن زندگی آزادی، مرد میهن آبادی
- بسیجی بی‌ریشه، ساندیس شرف نمی‌شه[۷۴]
- دانشجوی باغیرت، حمایت، حمایت[۷۴]
- «دانشگاه شده زندان، شریف، بهشتی، تهران …»[۷۳]
- «آهای آهای نشسته‌ها، مهسای بعدی از شماست …»[۷۳]
- «از زاهدان تا تهران، خونین تمام ایران»[۷۳]
- با خون ما نوشتید/ مهسا رو ما نکشتیم[۷۶]
- فرزند کارگرانیم، کنارشان می‌مانیم[۸۹]
- ما همه آیلار هستیم، بجنگ تا بجنگیم[۹۰]